# Flavia Solva

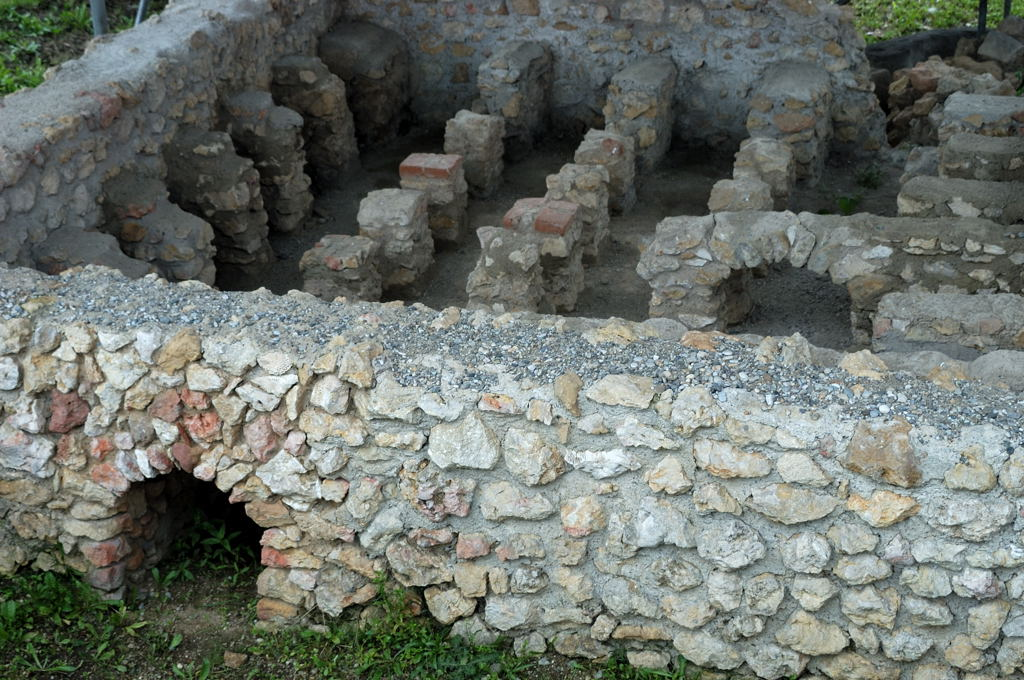
Utgrävning i Flavia Solva.

Flavia Solva var en romersk stad cirka 1 mil söder om staden Leibnitz i det österrikiska förbundslandet Steiermark. Idag är delar av stadens fundament utgrävda och fynden är utställda i museipaviljongen intill utgrävningen. Utgrävningsplatsen och museet tillhör Steiermarks landsmuseum Joanneum.
Flavia Solva grundades vid floden Sulm i kungariket Noricum som Sulpa. År 15 f.Kr. ockuperades Noricum av romerska trupper och blev romersk provins omkring 45 e.Kr. Solva upphöjdes till stad 69 e.Kr. av kejsare Titus Flavius Vespasianus, och kallades därefter för municipium Flavia Solva. Den var då en av nio städer i provinsen Noricum och centrum för dagens Steiermark. Dess betydelse återspeglas också i att staden hade en amfiteater.
170 e.Kr. invaderade markomanner och quader provinsen Noricum och ödelade staden. Staden byggdes upp igen. Omkring 400 e.Kr. började folkvandringstiden och även Flavia Solva drabbades. Staden plundrades och förstördes delvis, men befolkningen höll sig kvar fram till slutet av 400-talet, när provinsen lämnades av romarna, varefter Flavia Solva övergavs och förföll. 
1877/1878 gjordes de första vetenskapliga utgrävningarna. Ytterligare utgrävningar gjordes 1911–1918 och från 1950. I Steiermarks landsutställning 2004 presenterades stadens historia och kultur varvid museet öppnades. 